# Chafariz da Rua do Riachuelo
O Chafariz da Rua do Riachuelo é uma fonte de água construída no ano de 1817. O chafariz está localizado no Centro, bairro da cidade do Rio de Janeiro. É um patrimônio histórico nacional, tombado pelo Instituto do Patrimônio Histórico e Artístico Nacional (IPHAN), na data de 11 de maio de 1938, sob o processo de nº 154-T-1938.

## História
O Chafariz da Rua do Riachuelo foi construído em 1817, a pedido do Desembargador do Paço e Intendente Geral da Polícia Paulo Fernandes Viana, em terreno doado pelo Tenente Coronel Cláudio José Pereira da Silva. O chafariz foi construído com o intuito de abastecer a população local e os animais de carga e montaria. As águas do chafariz provinha de uma nascente no morro de Santa Tereza.
Em 1852, o proprietário do imóvel situado atrás do chafariz, entrou na justiça pedindo a demolição da fonte, a qual foi negada, pois o terreno e o chafariz pertenciam à prefeitura, em uma doação feita pela polícia.
No ano de 1951, houve um projeto, aprovado pela Prefeitura do Rio de Janeiro, para a transferência do chafariz para o pátio do Museu Nacional, mas esse projeto nunca foi realizado.

## Construção
Foi construído um muro de alvenaria, em forma de trapézio, levemente curvado, com volutas e moldura simples na parte superior. Este muro foi ladeado por duas colunas com capitéis e sobre os capitéis, foi instalado uma taça com terminação em cone. Na parte central do muro, foi construído uma lápide com as inscrições: "O Rei por bem de seu povo M.F.E.O (mandado fazer e oferecido) pela Polícia – 1817". Foi instalado um tanque em cantaria, dividido em três compartimentos. No compartimento central do tanque, foi construído um prisma, com quatro bicas de bronze, de onde vertia a água.

O chafariz perdeu suas suas características originais devido as diversas reformas sofridas. Restando somente o tanque em cantaria, as pilastras e a lápide com as inscrições.